# Туин Фолс
 Тази статия е за града в САЩ.  За окръга вижте Туин Фолс (окръг).  
Туин Фолс (на английски: Twin Falls) е град в САЩ, разположен в южната част на щата Айдахо. Център е на окръг Туин Фолс и има население от 40 380 души (2006). Като най-голям град в радиус от 100 мили, Туин Фолс е обществен и търговски център както за централните южни райони на Айдахо, така и за североизточните на Невада.
Градът е основан през 1904 г. и е кръстен на разположения наблизо едноименен водопад в каньона на река Снейк. В днешно време населението в града е заето главно в преработвателната промишленост и високите технологии. Най-големият работодател е Dell – водещ производител на компютри и компоненти за тях.
Престъпността в града е близо два пъти по-висока от средната за щата. Населението на града в последните години става все по-многолико и разнообразно. От 1995 г. в града се установяват голям брой бежанци от Босна и Херцеговина, както и от бившите съветски републики. Има и голяма латиноамериканска колония.
На 6 км южно от града има летище, което чрез ежедневни полети се свързва с международното летище в Солт Лейк сити.